# Alberto Mayoral de Lamo
Alberto Mayoral de Lamo (Córdoba, 19 de diciembre de 1984) es un político español. Desde 2023, es diputado en el Congreso de los Diputados por la provincia de Córdoba, en representación del Partido Socialista Obrero Español (PSOE). En la Cámara baja actúa como portavoz del Grupo Parlamentario Socialista en la Comisión de Inclusión, Seguridad Social y Migraciones, y como portavoz adjunto en la Comisión de Cultura.

## Formación y trayectoria profesional
Es graduado en Derecho y técnico en Mediación Intercultural. Ha trabajado en comunicación institucional y formación en habilidades como la oratoria y el pensamiento crítico, colaborando con el Aula de Debate de la Universidad de Córdoba.
Parte de su trayectoria se ha desarrollado en la administración pública andaluza, particularmente en el Instituto Andaluz de la Juventud, donde se encargó de políticas de juventud, participación y cultura.
Posteriormente, trabajó en el Córdoba Club de Fútbol en el área de comunicación y relaciones institucionales. Más adelante, formó parte de LaLiga, donde participó en proyectos relacionados con comunicación y desarrollo social vinculados al deporte profesional.

## Carrera política
Dentro del PSOE ha ocupado el cargo de vicesecretario general en la agrupación provincial de Córdoba, y es miembro del Comité Director del PSOE de Andalucía.
Fue incluido en la candidatura del PSOE por Córdoba al Congreso de los Diputados en las elecciones generales del 23 de julio de 2023. Accedió a su escaño durante la XV legislatura mediante un proceso de sustitución.

## Actividad parlamentaria
En el Congreso de los Diputados ha ejercido los siguientes cargos:
- Portavoz del Grupo Socialista en la Comisión de Inclusión, Seguridad Social y Migraciones.
- Portavoz adjunto en la Comisión de Cultura.
- Vocal en la Comisión de Educación, Formación Profesional y Deportes.
- Vocal en la Comisión de seguimiento del Pacto de Toledo.
- Ponente suplente en la Subcomisión sobre el Estatuto del Deportista.

Su labor parlamentaria se ha centrado en materias como el sistema público de pensiones, los derechos de los trabajadores autónomos, la negociación colectiva, la protección social y las políticas culturales y juveniles.

## Posicionamientos públicos

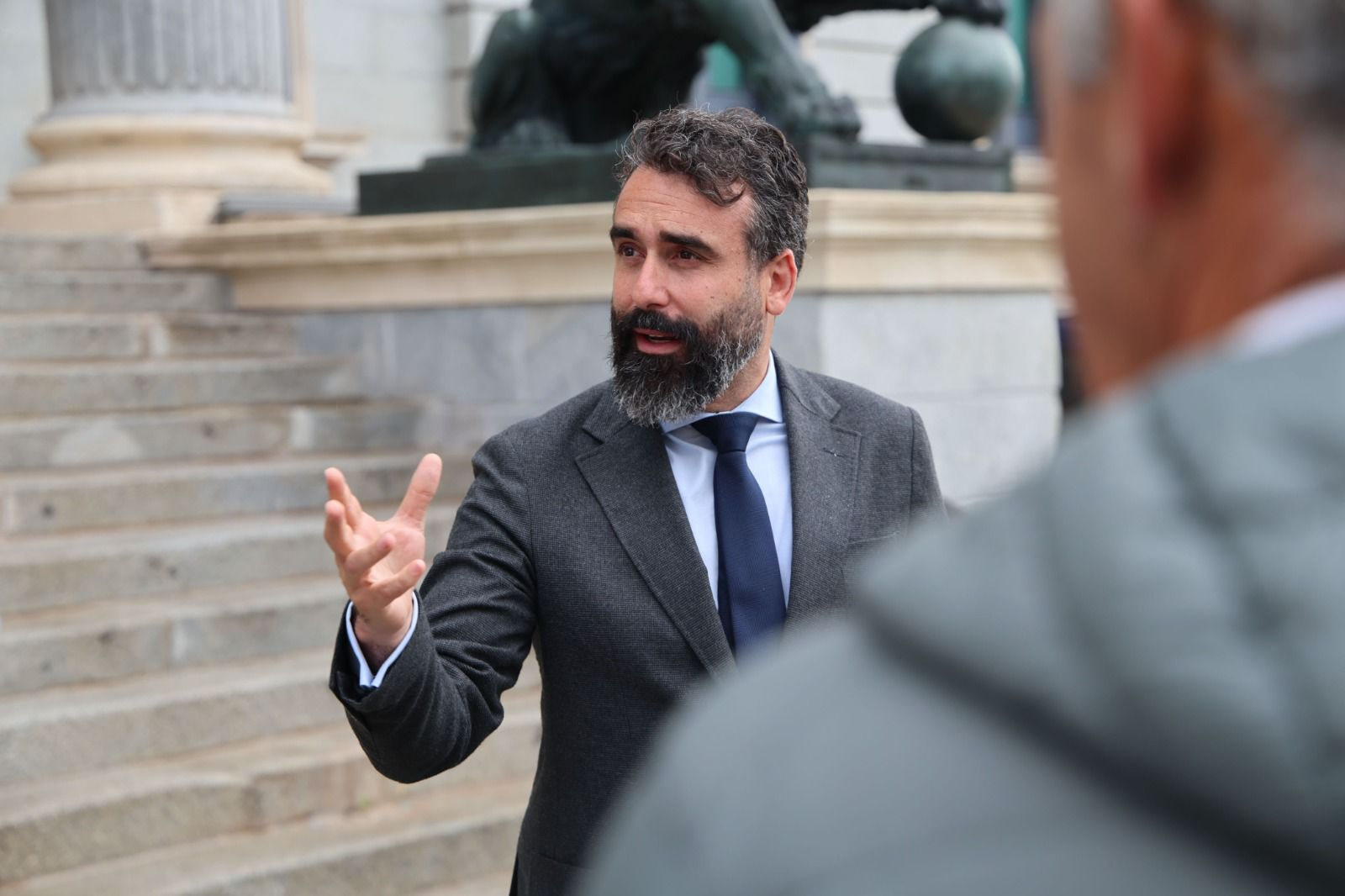
Alberto Mayoral de Lamo

Ha centrado parte de su actividad parlamentaria en asuntos relacionados con el sistema público de pensiones. Ha defendido la revalorización automática de las pensiones conforme al Índice de Precios al Consumo (IPC) y ha manifestado su posición crítica hacia los grupos parlamentarios que se oponen a esta medida.
Además, ha expresado críticas hacia la gestión cultural del Ayuntamiento de Córdoba durante gobiernos del Partido Popular, señalando un deterioro de los servicios culturales. También ha reivindicado el papel del Gobierno de España en la financiación de infraestructuras culturales y en el apoyo a programas como el festival Eutopía, centrado en la juventud y la creación contemporánea.
En diferentes medios ha contrastado los enfoques del PSOE y del PP en materia de servicios públicos, inversión social y cultura.
Como portavoz en la Comisión de Inclusión y Seguridad Social, ha intervenido en debates sobre la protección de las pensiones mínimas, el fortalecimiento de las cotizaciones solidarias y la equidad en el sistema contributivo, con especial atención a trabajadores con trayectorias laborales intermitentes o precarias. En varias intervenciones ha destacado el papel del sistema de pensiones en la cohesión social y territorial del Estado.
En relación con el régimen de trabajo autónomo, ha mostrado su apoyo a la reforma del sistema de cotización por ingresos reales y ha planteado propuestas relacionadas con la mejora de la cobertura por cese de actividad, la protección por incapacidad y la compatibilidad entre pensión y actividad laboral en el caso de los autónomos.
También ha participado en iniciativas legislativas sobre la transparencia en los datos de negociación colectiva y el acceso de los agentes sociales a información económica relevante. En sus intervenciones ha señalado el papel de la Seguridad Social como elemento estructural del sistema de protección social en España.
En el ámbito territorial, ha contrastado la inversión del Gobierno central en la provincia de Córdoba con la gestión de la Junta de Andalucía en materia de servicios públicos y cultura. En ese contexto, ha hecho referencia a la situación de proyectos culturales como el festival Eutopía, cuya recuperación ha planteado en diversas iniciativas parlamentarias.